# IMN
IMN is een Italiaans historisch merk van motorfietsen.
IMN stond voor: Industria Meccanica Napoletana, Baia, Napoli.
IMN begon in 1953 met de productie van een vrij breed scala aan motorfietsen van 49- tot 249 cc met in eigen beheer ontwikkelde twee- en viertaktmotoren. Die eigen ontwikkeling was vrij duur, en toen men ook nog een luxe motorfiets met een 198cc-boxermotor en cardanaandrijving wilde uitbrengen bleek dat té duur en in 1958 sloot het bedrijfje de poorten.